# Nephelomys devius
Nephelomys devius és una espècie de mamífer rosegador de la família dels cricètids. Viu als altiplans de Costa Rica i l'extrem occidental de Panamà. S'alimenta de fongs micorrízics. Els seus hàbitats naturals són els altiplans i les selves nebuloses. Es creu que no hi ha cap amenaça significativa per a la supervivència d'aquesta espècie, però algunes poblacions estan afectades per la desforestació.